# Música en el Salón Blanco (DVD)
Música en el Salón Blanco es un DVD en vivo del músico argentino Charly García, grabado en el Salón Blanco de la Casa Rosada, el 3 de junio de 2005.

## Lista de temas
- Todas las canciones fueron compuestas por Charly García.

1. Estaba en llamas cuando me acosté - 4:34
2. El amor espera - 5:17
3. Desarma y sangra - 2:59
4. Demoliendo hoteles - 2:57
5. Promesas sobre el bidet - 3:14
6. Anhedonia - 4:42
7. Rock and roll yo - 4:30
8. Pasajera en trance - 4:19
9. Confesiones de invierno - 2:51
10. Cuchillos - 2:49
11. Fax U - 3:01
12. Los fantasmas - 3:50
13. Loco, no te sobra una moneda - 3:33
14. Eiti Leda - 4:34
15. Dileando con un alma (que no puedo entender) - 4:54
16. Nos siguen pegando abajo (pecado mortal) - 3:04

## Músicos
- Charly García: Teclados, Guitarras y voz.
- Kiushe Hayashida: Guitarra eléctrica y coros.
- Carlos González: Bajo.
- Antonio Silva: Batería.
- Alejandro Terán: Viola.
- Julián Gándara: Chelo.
- Javier Weintrauv: Violín.

- Datos: Q6036509